# Dragon Quest (videojuego)
Dragon Quest (ドラゴンクエスト Doragon Kuesuto?), conocido como Dragon Warrior cuando se localizó inicialmente en Norteamérica, es el primer videojuego de rol (RPG) de la popular franquicia Dragon Quest. Fue desarrollado por Chunsoft para la Family Computer y publicado por Enix en Japón en 1986 como Dragon Quest y por Nintendo en 1989 en Norteamérica para la Nintendo Entertainment System. Dragon Quest recibió varios ports rehechos para varias plataformas de videojuegos, incluyendo MSX, PC-9801, Super Famicom, Game Boy Color, Nintendo 3DS, PlayStation 4, teléfonos móviles y Nintendo Switch a partir de 2019. Los jugadores controlan a un personaje heroico que se encarga de salvar el Reino de Alefgard y rescatar a su princesa del malvado Señor del Dragón. La historia del Guerrero del Dragón se convirtió en la segunda parte de una trilogía. Se crearon varias series más de anime y manga, que giran en torno a esta trama general.
Dragon Quest fue creada por Yuji Horii, que se inspiró en juegos de rol anteriores como Wizardry, Ultima y su propio juego de 1983, The Portopia Serial Murder Case. Horii quería crear un juego de rol que atrajera a una amplia audiencia de personas que no estuvieran familiarizadas con el género de los videojuegos en general. Intentó poner un mayor énfasis en la narración de historias y en la implicación emocional, así como simplificar la interfaz y exponer el género informático, en su mayoría occidental, al mercado japonés de las consolas. El mangaka y creador de Dragon Ball, Akira Toriyama, produjo el arte del juego y Koichi Sugiyama compuso su música. La versión norteamericana presenta numerosos cambios, incluyendo juegos de ahorro de RAM con batería (en lugar de usar un sistema de guardado de contraseñas), sprites de personajes modificados y diálogos pseudo-elizabethanos de estilo inglés.
Dragon Quest tuvo éxito comercial en Japón, con más de 2 millones de copias vendidas. Su lanzamiento como Guerrero Dragón en América del Norte, y otros países occidentales, fue recibido de manera menos favorable. Más tarde, los críticos occidentales notaron los defectos del juego pero reconocieron su importancia para el género. Los ROM hacks hechos por fans fueron lanzados con cambios sustanciales en el juego. La banda sonora del juego ha sido orquestada, y su música ha sido interpretada en numerosos conciertos. En conjunto, se ha atribuido a Dragon Warrior el mérito de haber establecido la plantilla básica para los RPG de la consola japonesa que siguieron.

## Historia
Cuenta la leyenda que, hace muchos años, el Héroe Legendario, Loto, recibió de manos de Dios una Esfera de Luz. Con su poder, él derrotó a los demonios que cubrían el mundo. Entonces, el malvado Rey Dragón apareció... robó la Esfera de Luz, y la selló en oscuridad.
No pasaría mucho tiempo antes de que este mundo sea totalmente envuelto y destruido por la oscuridad...
Como el descendiente del Legendario Guerrero Loto, tu misión consistirá en derrotar al Rey Dragón, y recuperar la Esfera de Luz usando todo tu poder y medios a tu alcance.

## Diferencias entre versiones
- En la versión de Super Nintendo los enemigos tienen fondos coloridos y no una pantalla negra.

- En la versión para teléfonos móviles disponible en Japón los gráficos son parecidos al Dragon Quest VI.

- También tuvo una versión para Game Boy Color junto al 2 pero sin muchas mejoras ya que era una versión adaptada de Super Nintendo.